# John de St Paul
John de St Paul (* um 1295; † 9. September 1362) war ein englischer Kleriker, Jurist und von 1349 bis 1362 Erzbischof von Dublin.

## Familie
Geboren wurde St Paul als Sohn von Thomas St Paul aus Owston in Yorkshire. Die Familie stammt ursprünglich wohl aus Guyenne und war mit den Grafen Saint-Pol verwandtschaftlich verbunden. Da seine Eltern heimlich heirateten, galt er bis 1339 als illegitimer Nachkomme seiner Eltern. Sein Bruder war Robert de St Paul, Lord of Byram.

## Beruflicher Werdegang
Bereits vor 1318 arbeitete St Paul als Kanzleiangestellter. 1329 übernahm er eine Stelle als Pfarrer in Lincoln. Ab 1334 vertrat er den Lord Keeper of the Great Seal in dessen Abwesenheit und wurde am 28. April 1337 von Edward III. zum Master of the Rolls ernannt. Zwei Jahre später, am 7. Juni 1339 übernahm er zudem die Aufsicht über das Domus Conversorum. Im selben Jahr hatte er kurzfristig das Amt des Lord Keeper of the Great Seal inne. 1340 wurde ihm die Ehre zuteil, die Sitzung des englischen Parlaments zu eröffnen. In dieser Zeit war er auch als Rechtsanwalt für verschiedene Angehörige des britischen Adels wie etwa Marie de Saint-Pol tätig. Zugleich beriet er den Prior der Kathedrale von Canterbury. Ab 1326 wurden St Paul zahlreiche Pfründen verliehen. 1340 hatte er das Amt des Propstes von Wells inne. Seine Karriere erhielt einen Dämpfer, als König Edward III. rigoros gegen Korruption in seinem Verwaltungsapparat vorging und zahlreiche Angestellte entließ. Infolgedessen verlor St Paul nicht nur den Posten des Master of the Rolls, sondern wurde auch verhaftet und eingesperrt. Durch das Einschreiten des Erzbischofs von Canterbury John Stratford wurde er wieder freigelassen. St Paul kehrte zunächst als einfacher Angestellter in die Kanzlei zurück. 1343 und 1349 übernahm er wieder kurzzeitig die Rolle des Lord Keeper of the Great Seal. Ab 1344 gelang es ihm wiederum, seine Pfründen auszubauen. Zwei Jahre später übernahm er mit dem Archidiakonat in Canterbury wieder ein kirchliches Amt. 1349 erhob ihn Papst Clemens VI. zum Erzbischof von Dublin. In seine Amtszeit fiel ein Streit mit der Diözese von Armagh über deren erzbischöfliche Rechte. Diese wurden 1349 vom König aufgehoben. 1351 erhielt St Paul von Papst Clemens VI. den Auftrag, gegen Ketzer vorzugehen, die aus dem Bistum Ossory nach Dublin geflohen waren. Am 20. Juli 1350 wurde St Paul zum Lordkanzler von Irland ernannt. Als solcher hatte er den Auftrag, Untersuchungen zu Korruption und Misswirtschaft in der Verwaltung Irlands durchzuführen. Aus diesem Grund verfasste er zwei Berichte und deckte 1355 eine Unterschlagung von Geldern durch den irischen Schatzkanzler auf. Sein Amt gab er im Juli 1356 im Rahmen der Neuorganisation der Verwaltung auf. Er blieb jedoch weiterhin als Berater für die Krone tätig. Am 9. September 1362 verstarb St Paul und wurde in der Christ Church Cathedral in Dublin beigesetzt.